# Turku University of Applied Sciences

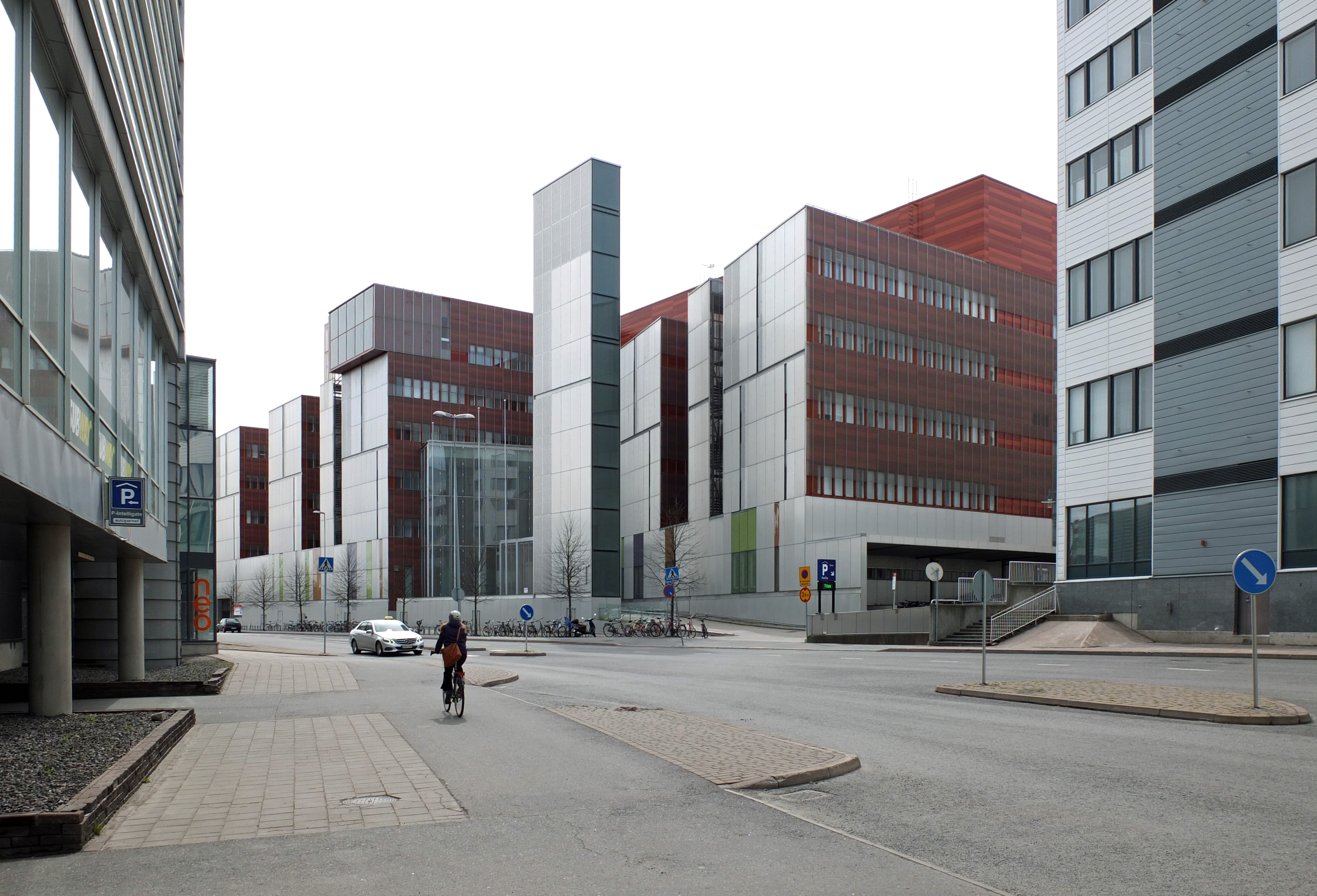
ICT-city, Turku

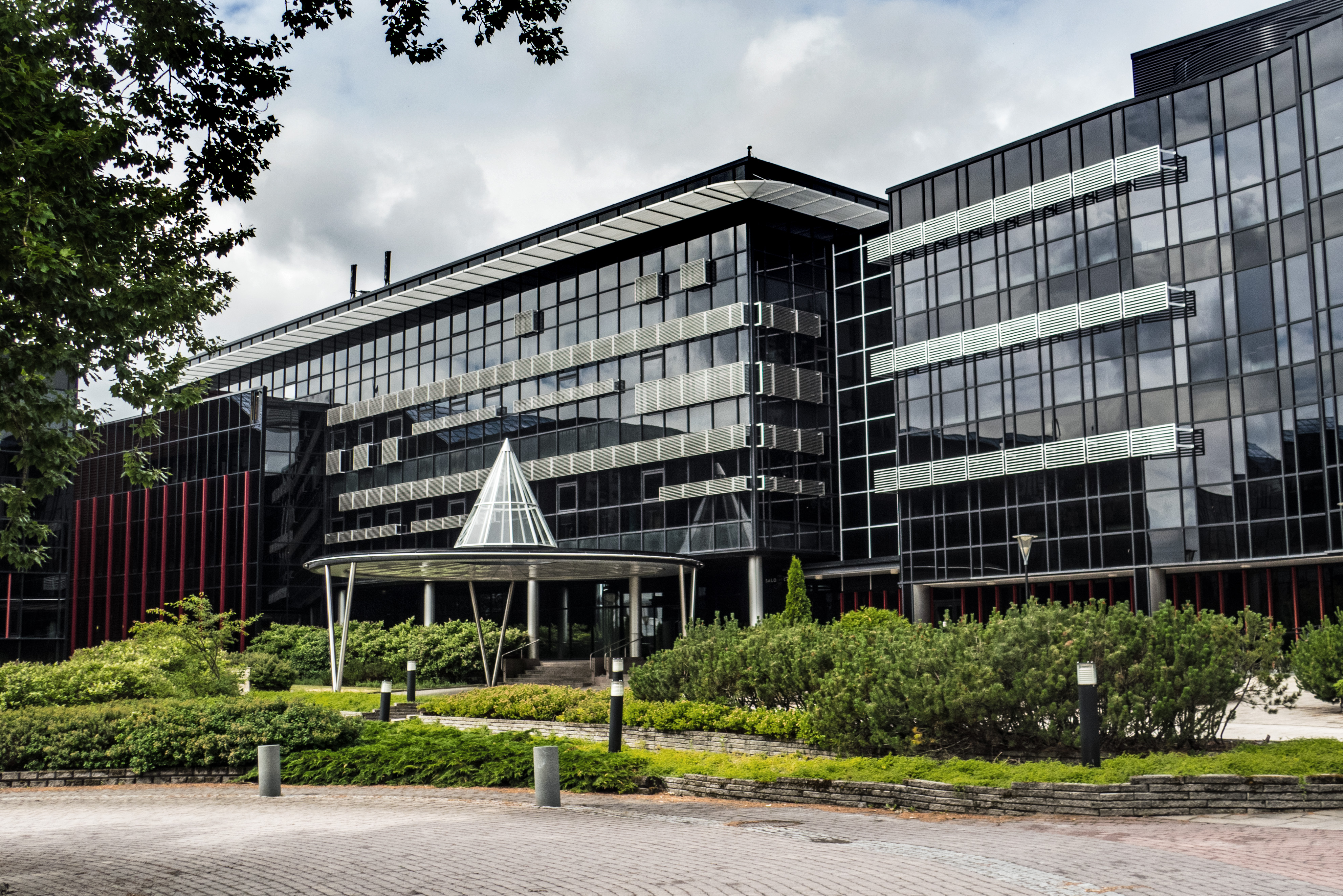
Salo IoT Campus

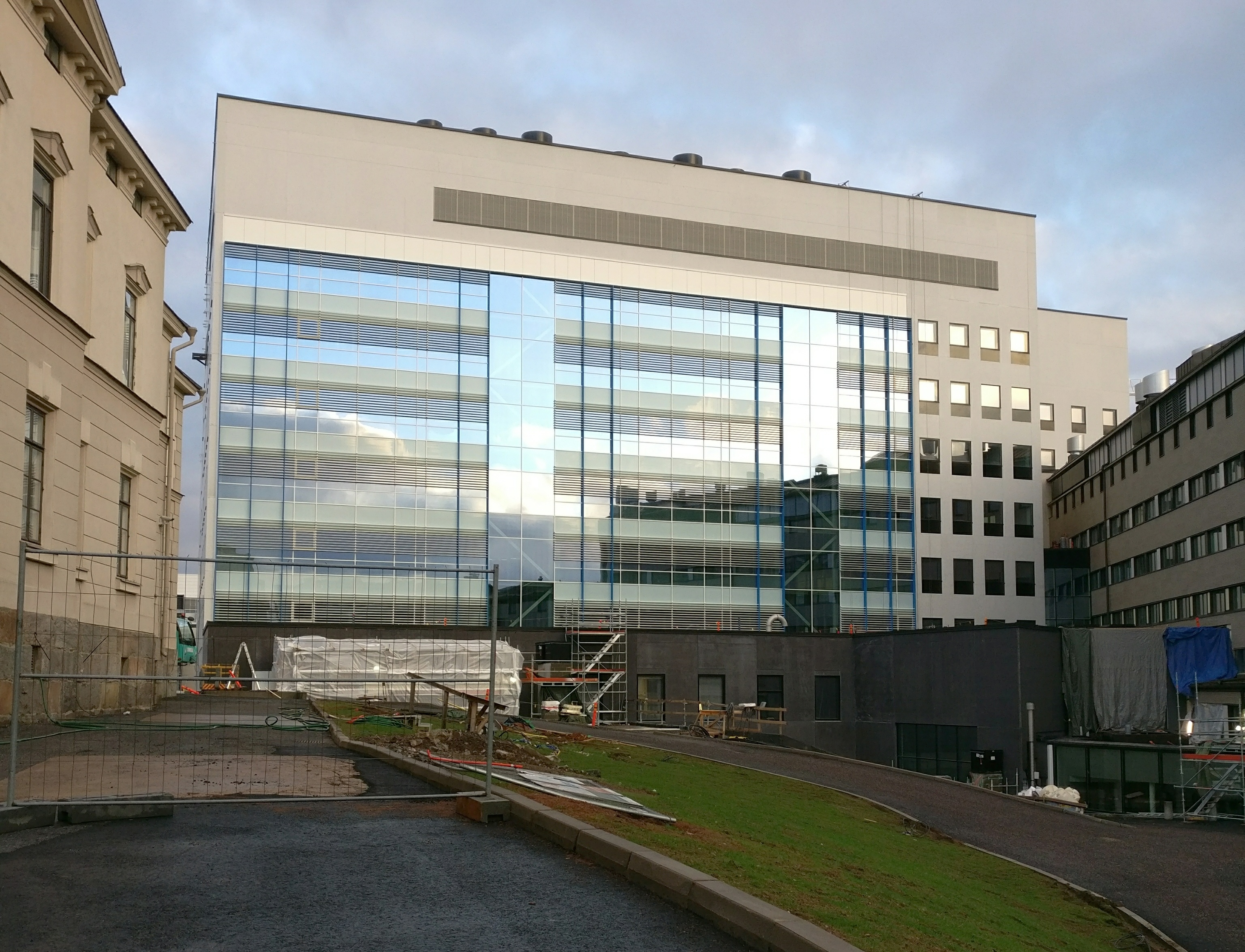
Medisiina D, Turku

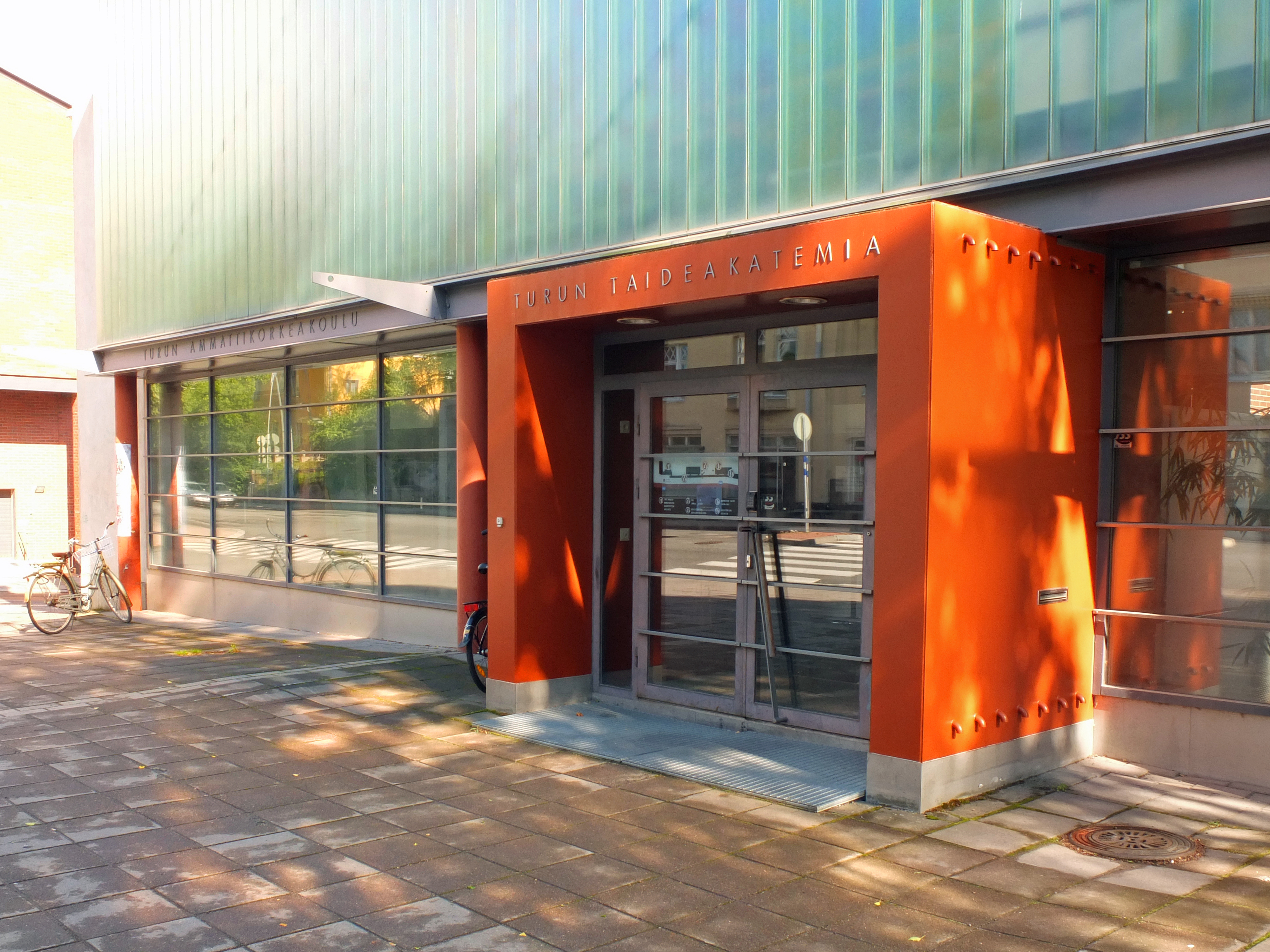
Arts Academy, Linnankatu, Turku

Die Turku University of Applied Sciences (Turun ammattikorkeakoulu; Abkürzungen: TUAS bzw. Turku AMK) ist eine multi- und interdisziplinäre Hochschule in Turku und Salo, Finnland. Die Hochschule unterhält folgende Fakultäten:
- Arts Academy
- Engineering and Business
- Health and Well-Being

Die Hochschule für angewandte Wissenschaften Turku bietet praxisorientierte Studiengänge auf Bachelor- und Masterstufe an. Die Fakultät Arts Academy beherbergt sechs rein finnischsprachige Studiengänge, davon vier Bachelor- und drei Master-Programme. An der Fakultät Engineering und Business gibt es zwölf Bachelorstudiengänge und sechs Masterstudiengänge in finnischer Sprache sowie weitere zwei Bachelor- und drei Masterprogramme in englischer Sprache. An der Fakultät Health and Well-Being sind elf Bachelorstudiengängen und ein Masterprogramm in finnischer Sprache sowie ein englischsprachiger Bachelorstudiengang angesiedelt.
Die Turku AMK unterhält weltweit Partnerschaften mit anderen Universitäten. Doppelabschlüsse können unter anderem in Kooperation mit der Technischen Hochschule Aschaffenburg im Studiengang Internationales Technisches Vertriebsmanagement und an der ESTA Belfort absolviert werden.